# Cyphonisia rastellata
Cyphonisia rastellata là một loài nhện trong họ Barychelidae. Loài này phân bố ờ Oost-Afrika.